# 337

## Esdeveniments
Països Catalans
Resta del món
- Pontificat de Juli I.
- Guerra entre Pèrsia i Roma.
- Governants romans es declaren seguidors de l'arrianisme, s'inicia una crisi a l'església.
- A la mort de Constantí I el Gran es divideix l'imperi entre els seus tres fills.

## Naixements
Països Catalans
Resta del món

## Necrològiques
Països Catalans
Resta del món
- 22 de maig - Ancycrona, Pont: Constantí I el Gran, primer emperador romà que professà el cristianisme (n. 280).[1]